# Marco Booij
Maarten Cornelis ("Marco") Booij (Barendrecht, 10 april 1973) is een voormalig Nederlands waterpolospeler.
Marco Booij nam als waterpoloër eenmaal deel aan de Olympische Spelen, in 2000. Hij eindigde met het Nederlands team op de elfde plaats. In de competitie speelde Booij voor ZPB Barendrecht.
Marco Booij · 
Bjørn Boom · 
Bobbie Brebde · 
Matthijs de Bruijn · 
Arie van de Bunt · 
Arno Havenga · 
Bas de Jong · 
Harry van der Meer · 
Gerben Silvis · 
Kimmo Thomas · 
Eelco Uri · 
Niels Zuidweg